# 아비코 다카마사
아비코 다카마사(일본어: 安彦 考真, 1978년 2월 1일~)는 일본의 축구 선수이다.

## 구단 경력
그는 2018년 J2리그의 미토 홀리호크에 입단했다. 2019년 J3리그의 YSCC 요코하마로 이적했다. 2019년까지 13경기에 출전, 2020년후 현역 은퇴.